# Montsent de Pallars
El Montsent de Pallars és una muntanya de 2.883,1 m. d'altitud del Pirineu axial, a l'extrem nord del Pallars Jussà i a cavall amb el Pallars Sobirà. Pertany als municipis de la Torre de Cabdella i de Sort, el darrer dins de l'antic terme de Llessui. Al cim podem trobar-hi un vèrtex geodèsic (referència 262073001).

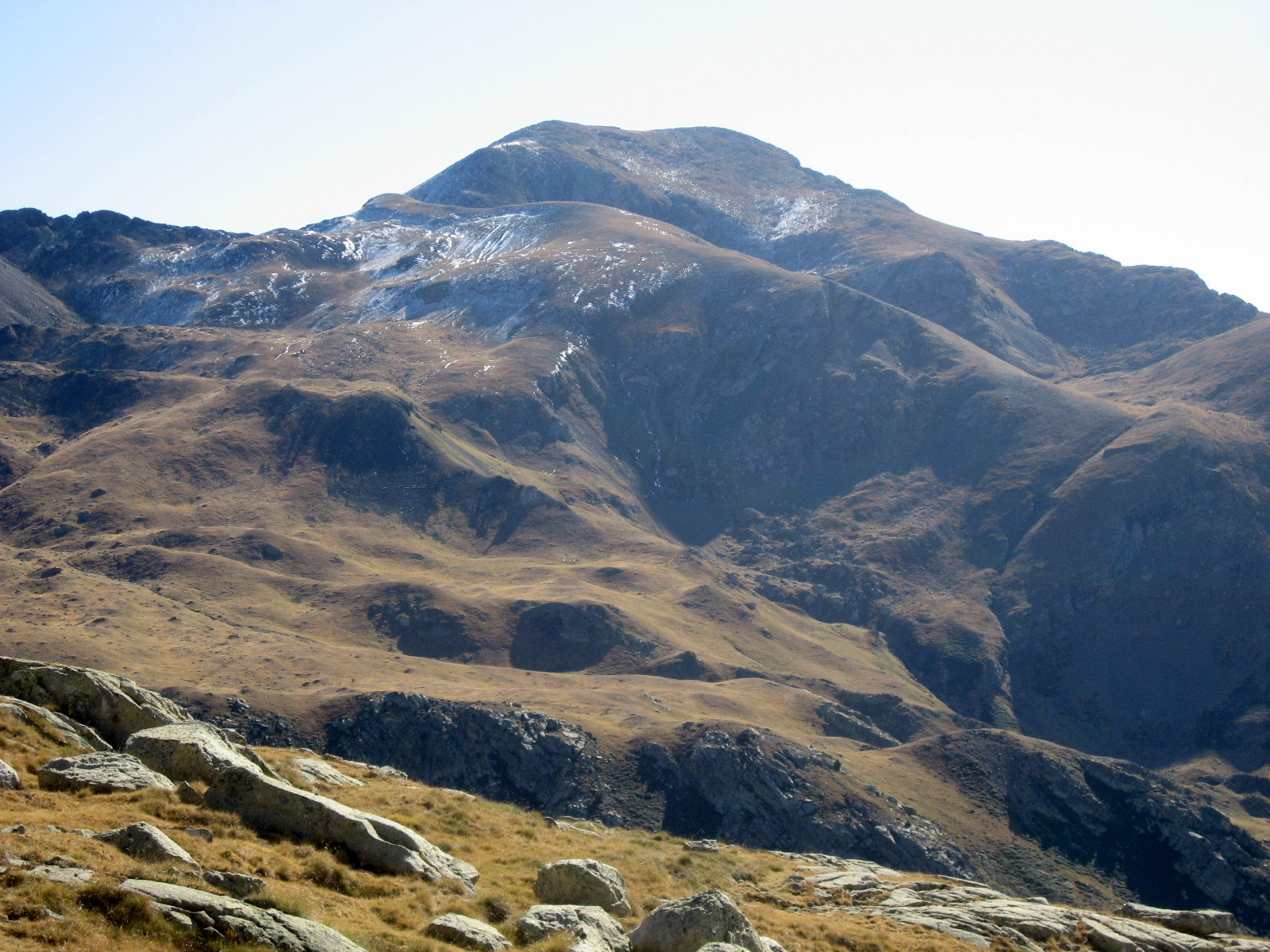
El Montsent de Pallars, des de l'Estany Colomina

Aquest cim està inclòs al Repte dels 100 cims de la Federació d'Entitats Excursionistes de Catalunya (FEEC).
La seva continuïtat cap al sud és la Serra de la Mainera, que enllaça amb la Serra d'Altars a través del coll del Triador. Aquest massís separa les valls del Flamisell (la Vall Fosca) i la capçalera del riu de Berasti (Vall d'Àssua), després anomenat lo Rialbo. Forma part de la corona de cims que delimiten la Vall Fosca, tant per llevant, com pel nord i ponent.